# Torkel Seth
Oscar Wilhelm Torkel Seth, född 9 oktober 1943 i Östersund, död 8 september 1971 i Portugal (hemmahörande i Karlsborg), var en svensk militär och fallskärmshoppare. 
Seth, som var son till flottiljchefen Gösta Seth, växte upp i Söderhamn, valde i likhet med fadern den militära banan och uppnådde löjtnants grad. Han blev svensk mästare i fallskärmshopp 1969 (stil), 1970 (kombination) och 1971 (kombination). Han avled under hopptävlingar i Portugal, då hans fallskärm inte vecklade ut sig ordentligt.